# Salim Souhali
Salim Souhali né le 1er janvier 1956 à Rhawat à Hidoussa dans la wilaya de Batna, est un peintre, écrivain de pièces de théâtre et chanteur algérien.

## Biographie

### Étude
De 1979 à 1981, il fait des études à l’Institut National  de Musique et poursuit une formation à l’école d'art dramatical de Bordj El Kiffan et au théâtre régional de Constantine.

### Parcours musical
En 1970, Souhali Salim débute avec la musique chaoui moderne, il était impressionné à la fois par le théâtre de Kateb Yacine, par la peinture de M'hamed Issiakhem et de Chérif Merzouki et par la musique moderne d’Idir. Lui et Chérif Merzouki étaient  engagés dans la reconquête de la langue et de la culture chaouis.
Souhali Salim enregistre la première chanson chaouis moderne  Tiziri (claire de lune), les paroles ont été trouvées par Chérif Merzouki en faisant la collecte des poèmes et des chants traditionnels dans les Aurès  Souhali Salim entreprend de rassembler de tout ce qui est tradition orale en sillonnant toute la région à pied des Aurès. Chérif Merzouki l'aida financièrement.

### Parcours théâtral
De 1979 à 1981, il fait des études à l’Institut National  de Musique et poursuit une formation à l’école d'art dramatique de Bordj El Kiffan.  Au théâtre régional de Constantine, il écrit une pièce dont le titre Fen pua aâfen  et s'engage dans la critique de l’histoire officielle par la pièce Khalf douar. À Batna, il fait une pièce lyrique Tislit b anzar, il s’inspire de la mythologie berbère. Souhali Salim continuera  à former  au théâtre de Batna et finalisera un essai sur la chanson traditionnelle chaoui .
En 2008, il obtient le premier prix pour la création musicale dans la  pièce le Pêcheur et le palais au 3e Festival national du théâtre professionnel de Sidi Bel Abbès.
Salim Souhali a écrit des  pièces théâtrales, il a participé au 10e festival de dramaturgie de Milan en 2010.
Salim Souhali a été désigné commissaire du Festival du Théâtre amazigh (Batna), lors de la 7e édition en 2015.

### Peinture
En hommage aux insurgés du soulèvement de 1916 dans les Aurès, Ses premières bandes dessinées ont été réalisés et intitulées Les insoumis  et les  bandits d’honneur. Il crée une série sur les rois berbères comme Jugurtha, Juba I, Takfarinas et Massinissa.
Dans les débuts des années 1990, il va s'orienter vers un autre style, la caricature, au sein du journal Alwres News.
Plusieurs fresques dans la ville de Batna et ses environs, il a  dans son actif, la statue de Bouthaâlaweth, à Aïn Touta, l’un des héros du soulèvement de 1871 à Belezma.

### Albums et chansons
- Gug a memi
- Soussem
- Thaziri
- Setta frank
- A your a sidi

### Livre
Il publie un livre sur l'histoire de la ville de Batna chez Anzar Édition en 2017.